# Maine
 Ovo je glavno značenje pojma Maine. Za druga značenja pogledajte Maine (razdvojba).
Maine je američka savezna država u regiji New England. Glavni grad je Augusta, a najveći Portland.

## Povijest
Prvi engleski doseljenici su se naselili na području današnje savezne države Maine 1607. godine. Zbog nedostatka opreme i zaliha, vratili su se u Englesku, a prva stalna naselja su napravljena 1620-ih. Kroz većinu svoje povijesti, Maine je bila dio države Massachusetts, do 15. ožujka 1820. kad je postala 23. država SAD-a.

## Okruzi
Država Maine danas se sastoji od 16 okruga (counties). Prije je Maine bila dio države Massachusetts pod nazivom "District of Maine", no objavila je neovisnost 1820.
Popis okruga u saveznoj državi Maine:
- Androscoggin
- Aroostook
- Cumberland
- Franklin
- Hancock
- Kennebec
- Knox
- Lincoln
- Oxford
- Penobscot
- Piscataquis
- Sagadahoc
- Somerset
- Waldo
- Washington
- York

## Najveći gradovi
| Grad           | Stanovnici 2004 |
| -------------- | --------------- |
| Portland       | 63.905          |
| Lewiston       | 35.776          |
| Bangor         | 31.595          |
| Auburn         | 23.551          |
| South Portland | 23.513          |
| Biddeford      | 21.842          |
| Brunswick      | 21.172          |
| Augusta        | 18.631          |
| Saco           | 18.090          |
| Westbrook      | 16.004          |
| Waterville     | 15.897          |